# كليفتون ريجنالد وارتون سينيور
كليفتون ريجنالد وارتون سينيور (بالإنجليزية: Clifton Reginald Wharton, Sr.)‏ هو دبلوماسي أمريكي، ولد في 11 مايو 1899 في بالتيمور في الولايات المتحدة، وتوفي في 25 أبريل 1990 في فينيكس في الولايات المتحدة.

## وصلات خارجية
- كليفتون ريجنالد وارتون سينيور على موقع إن إن دي بي (الإنجليزية)